# Вираты
Вираты — село в Лакском районе Дагестана. Входит в состав сельского поселения «Сельсовет „Хунинский“».

## География
Село расположено у подножья г. Кимизи (2429 м), в 13 км к востоку от районного центра — села Кумух.

## Население
| 1895 | 1926 | 1939 | 1970 | 1989 | 2002 | 2010 |
| ---- | ---- | ---- | ---- | ---- | ---- | ---- |
| 159  | ↘129 | ↗153 | ↘89  | ↘11  | ↗76  | ↘49  |
| 2021 |      |      |      |      |      |      |
| ↘26  |      |      |      |      |      |      |